# Blankensee (Mecklembourg)
Blankensee est une commune d'Allemagne située dans l'arrondissement du Plateau des lacs mecklembourgeois, dans le Land de Mecklembourg-Poméranie-Occidentale.

## Géographie
Blankensee est située au sud-est du lac de Tollensesee et entre les lacs de Wanzkaer See et Rödliner See.

## Histoire
La bénédiction de l'église abbatiale de Wanzka, en 1290, constitue la première mention dans un document officiel.

## Quartiers
| - Friedrichsfelde - Groß Schönfeld - Hoffelde - Neuhof - Rödlin - Rollenhagen - Wanzka - Watzkendorf |

## Personnalités liées à la ville
- Horst Brünner (1929-2008), homme politique né à Blankensee.
- Margarethe Lachmund (1896-1985), résistante et pacifiste quaker y a vécu